# Quietdrive
Quietdrive es una banda de pop punk proveniente de Minneapolis, Minnesota, formada en el año 2002. Lanzaron su primer álbum When All That's Left Is You el 30 de mayo de 2006 bajo el sello Epic Records. A mediados de abril de 2008, Quietdrive se cambió de casa discográfica, quedándose con Militia Group para lanzar su segundo álbum, titulado Deliverance, el 14 de octubre del 2008. 

## Historia
En noveno grado, Brandon Lanier le comentó a Droo Hastings que le gustaba su manera de tocar la batería,[cita requerida] por lo que le propuso la idea de crear una banda junto a él y su amigo Justin Bonhiver. Inicialmente, la banda estaba compuesta por ellos tres: Hastings como voz principal y bajista, Lanier en la batería, y Bonhiver en la guitarra. La banda anunció en MP3.com que realizarían una audición para encontrar al que sería el vocalista oficial. Así es como Kevin Truckenmiller entró en la agrupación, tras presentar su trabajo como solista, el cual incluía una antigua versión del tema Both Ways. Matt Kirby comenzó a acudir a la Universidad de Saint John junto a Truckenmiller. Finalmente todo el grupo se reunió, y oficialmente se formaron en el 2002 con el nombre "Sneaker 2 Bombs", una banda de rock duro que reflejaba la evolucionada escena musical de Minneápolis.
Inicialmente, la banda atrajo un pequeño grupo de seguidores en THE GARAGE, en Burnsville, Minnesota. Buscaban promocionar su música en diferentes locales tradicionales de Minneápolis, pero se dieron cuenta de que tenían una mayor conexión con el público juvenil, por lo que siguieron trabajando entre los suburbios y clubes locales. 
El grupo de seguidores fue creciendo, tanto, que llegaron incluso a tocar en el Van’s Warped Tour del año 2004. Luego de eso, Epic Records (una discográfica perteneciente a Sony BMG) contactó con la banda en junio de 2004. A pesar de que la banda estaba indecisa, finalmente los integrantes llegaron a un acuerdo con la compañía y firmaron con Epic Records en diciembre del mismo año.
When All That's Left Is You es el primer LP de Quietdrive, producido
por Matt Kirkwold y James Harley de "World Record Productions", con colaboraciones adicionales de Chris Lord-Alge y Mark Endert, y fue lanzado en mayo de 2006. El primer sencillo  titulado "Rise from the Ashes" fue incluido en la banda sonora del juego NHL 07 de Electronic Arts. En el 2006, lanzaron una versión de la canción de Cyndi Lauper "Time After Time", la cual comenzó a rotar rápidamente por las radios estadounidenses. La canción también fue usada en la campaña publicitaria de WNBA "Have You Seen Her?". El tema se convirtió en un pequeño éxito en las radios pop, llegando a la posición nº23 en los American Top 40. También fue incluida en la banda sonora de la película John Tucker Must Die (2006), y en el avance de Prom Night (2008).
Luego del lanzamiento del CD, en el 2007 la banda tuvo un extenso tour Norteamericano. En enero del mismo año fueron nombrados "Artista del Mes" en Xbox Live. 
Junto a los productores Kirkwold y Harley, Quietdrive lanzó un nuevo sencillo llamado "Pretend" en su página en AbsolutePunk AbsolutePunk.net a principios del 2007. 
A pesar de que la agrupación obtuvo mucho éxito trabajando con Epic Records, cancelaron el contrato en abril de 2008, para cambiarse a The Militia Group, discográfica con la cual  lanzaron su segundo disco llamado Deliverance, el pasado 14 de octubre de 2008. Fue con este álbum con el cual comenzaron una extensa gira que incluyó conciertos en Estados Unidos, Reino Unido y Japón.

## Integrantes
- Kevin Truckenmiller: Voz/Guitarra española/Violín
- Matt Kirby: Guitarra/Segundas voces
- Justin Bonhiver: Guitarra
- Droo Hastings: Bajo
- Brandon Lanier: Batería

## Discografía
[actualizar]

### Álbumes/EP
| Lanzamiento              | Título                      | Discográfica      | Billboard Norteamérica                              |
| 2002                     | Demo                        | Ninguna           |                                                     |
| 30 de noviembre de 2003  | Leaving Dramatics           | Ninguna           |                                                     |
| 4 de agosto de 2004      | Quietdrive                  | Epic Records      |                                                     |
| 27 de septiembre de 2005 | Fall from the Ceiling       | Epic Records      |                                                     |
| 27 de marzo de 2006      | Rise from the Ashes         | Epic Records      |                                                     |
| 30 de mayo de 2006       | When All That's Left Is You | Epic Records      | nº29 Heatseekers                                    |
| 14 de octubre de 2008    | Deliverance                 | The Militia Group | n.º 1 Nuevo artista alternativo y n.º 6 Heatseekers |
| 2014                     |                             |                   |                                                     |

### Sencillos
| Año  | Título                | Posicionamiento en listas | Posicionamiento en listas | Posicionamiento en listas | Posicionamiento en listas | Posicionamiento en listas    | Álbum                       |
| Año  | Título                | US Hot 100                | US Pop 100                | US Digital Songs          | American Top 40           | Nueva Zelanda, RIANZ Singles | Álbum                       |
| ---- | --------------------- | ------------------------- | ------------------------- | ------------------------- | ------------------------- | ---------------------------- | --------------------------- |
| 2006 | "Rise from the Ashes" |                           |                           |                           |                           |                              | When All That's Left Is You |
| 2007 | "Time After Time"     | 102                       | 57                        | 73                        | 25                        | 35                           | When All That's Left Is You |
| 2008 | "Deliverance"         |                           |                           |                           |                           |                              | Deliverance                 |

### Videos musicales
- "Rise from the Ashes" (2006), del disco When All That's Left Is You

### Otros
- La canción "Rise From The Ashes" apareció en la banda sonora de EA Sports NHL 07.
- La versión Time After Time apareció en "John Tucker Must Die" (2006) y "Prom Night" (2008)
- La canción "Deliverance" fue incluida en el juego de snowboard "Stoked" para xbox 360 (2009)